# Immasenjärvi
Immasenjärvi är en sjö i kommunen Kouvola i landskapet Kymmenedalen i Finland. Sjön ligger 67,2 meter över havet. Arean är 62 hektar och strandlinjen är 4,61 kilometer lång. Sjön  ingår i Kymmene älvs huvudavrinningsområde.   Den ligger omkring 53 km norr om Kotka och omkring 140 km nordöst om Helsingfors. 
I sjön finns öarna Raatosaari och Röngänsaari. 